# Goldschmiedplatz

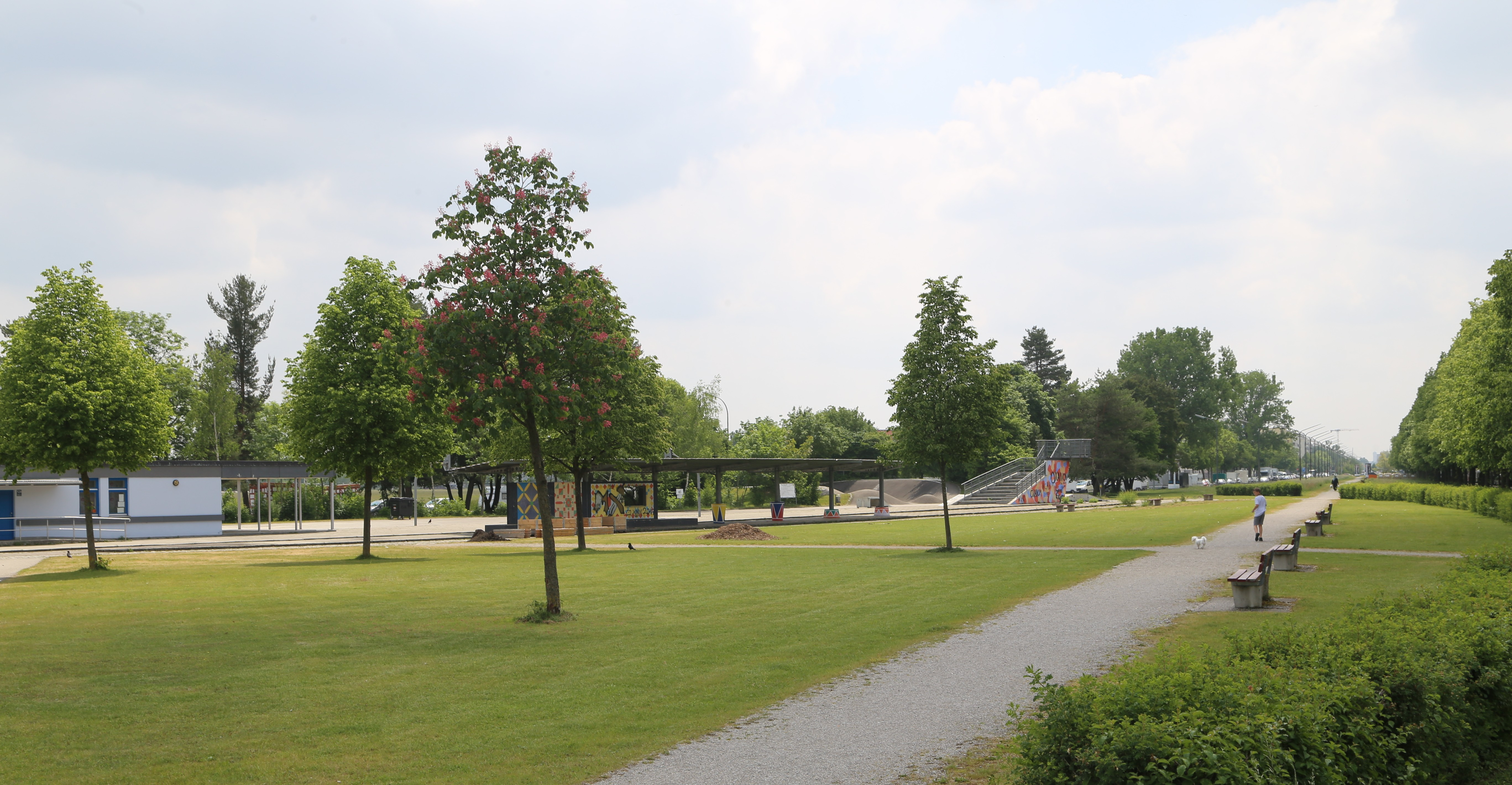
Goldschmiedplatz mit Blauem Punkt, ehem. Gleisbett und Aussichtsplattform sowie Fürstenachse

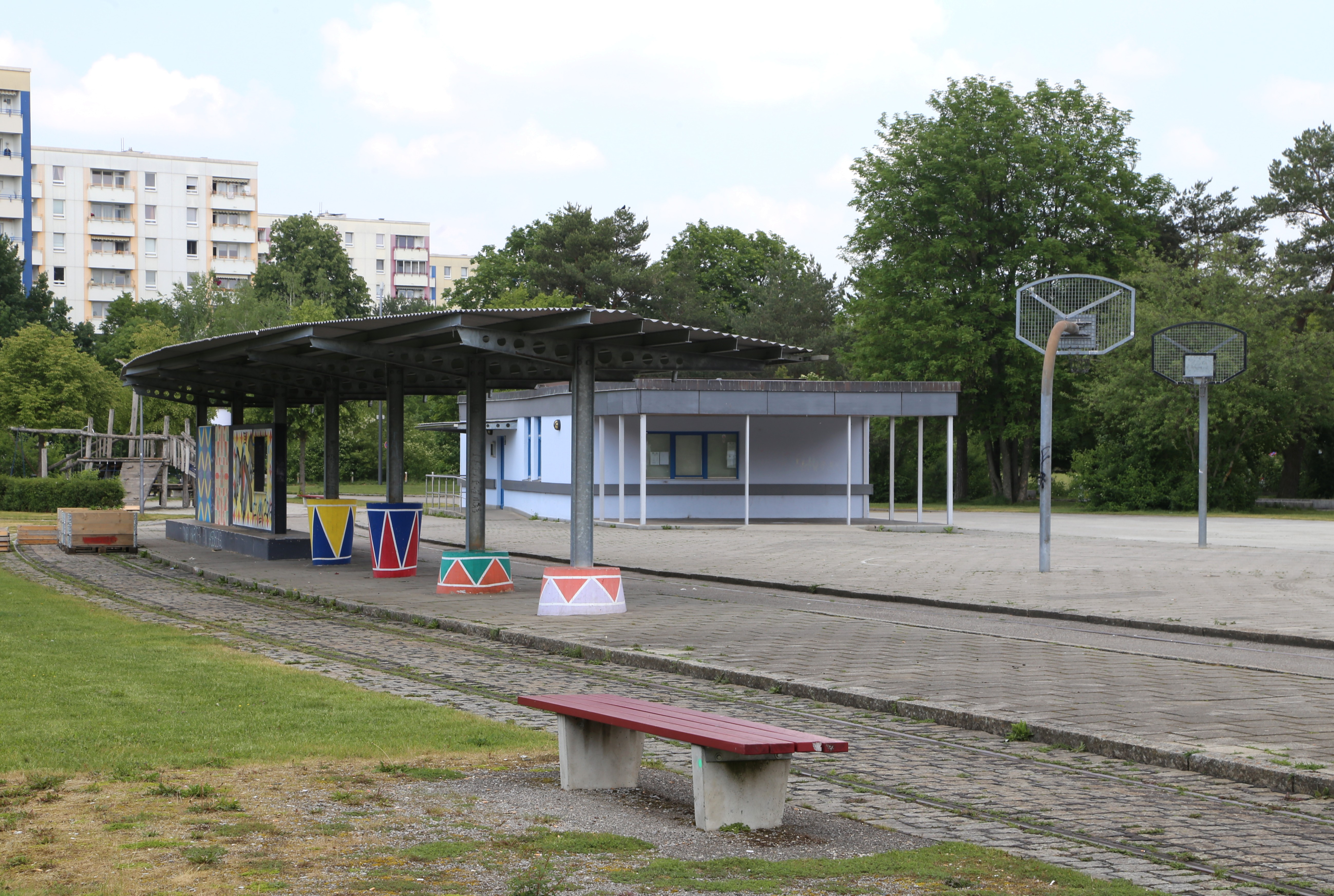
Blauer Punkt am Goldschmiedplatz

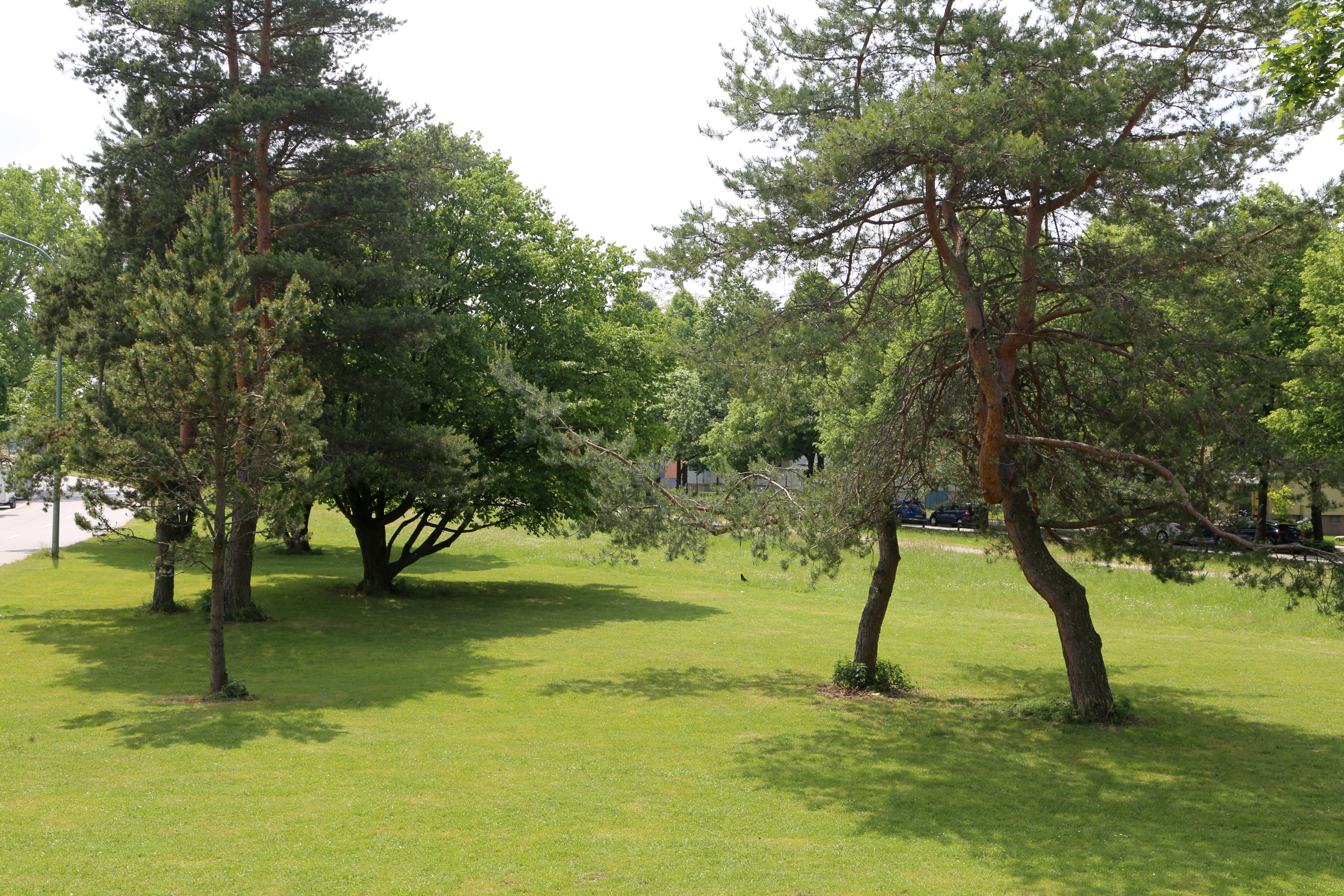
Grünfläche

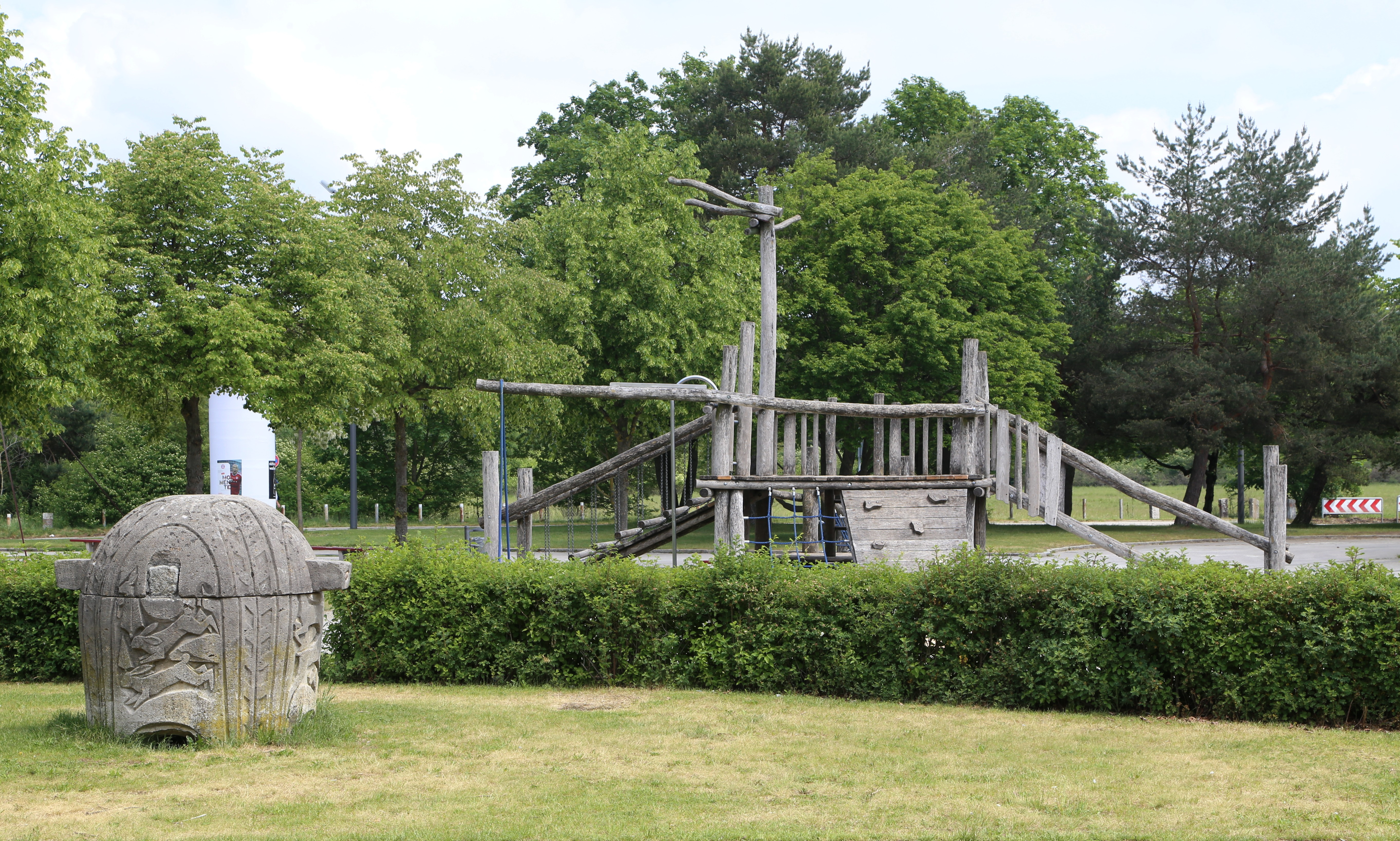
Skulptur von Hanns Goebl und Spielplatz

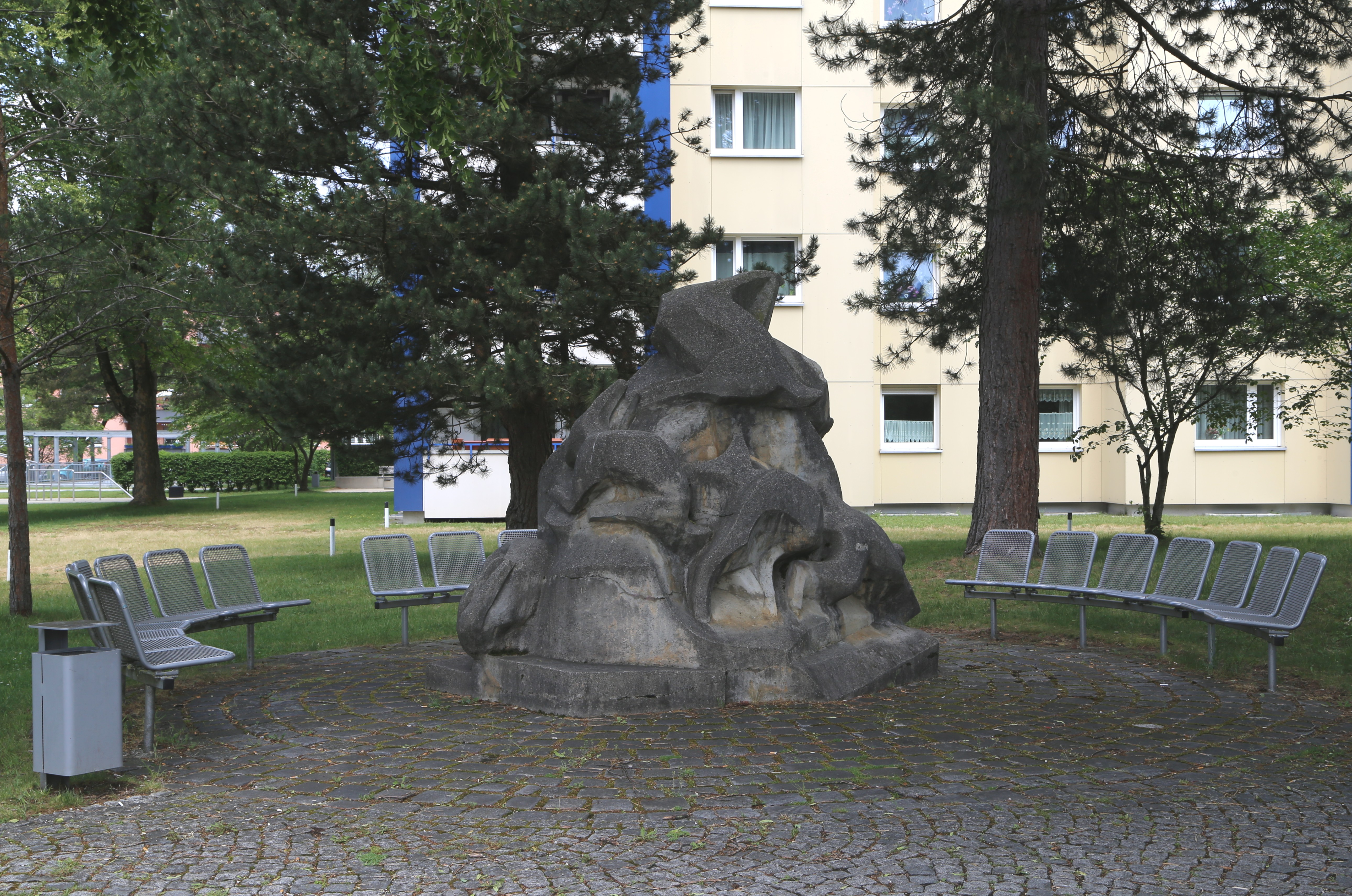
Hasenbergldenkmal

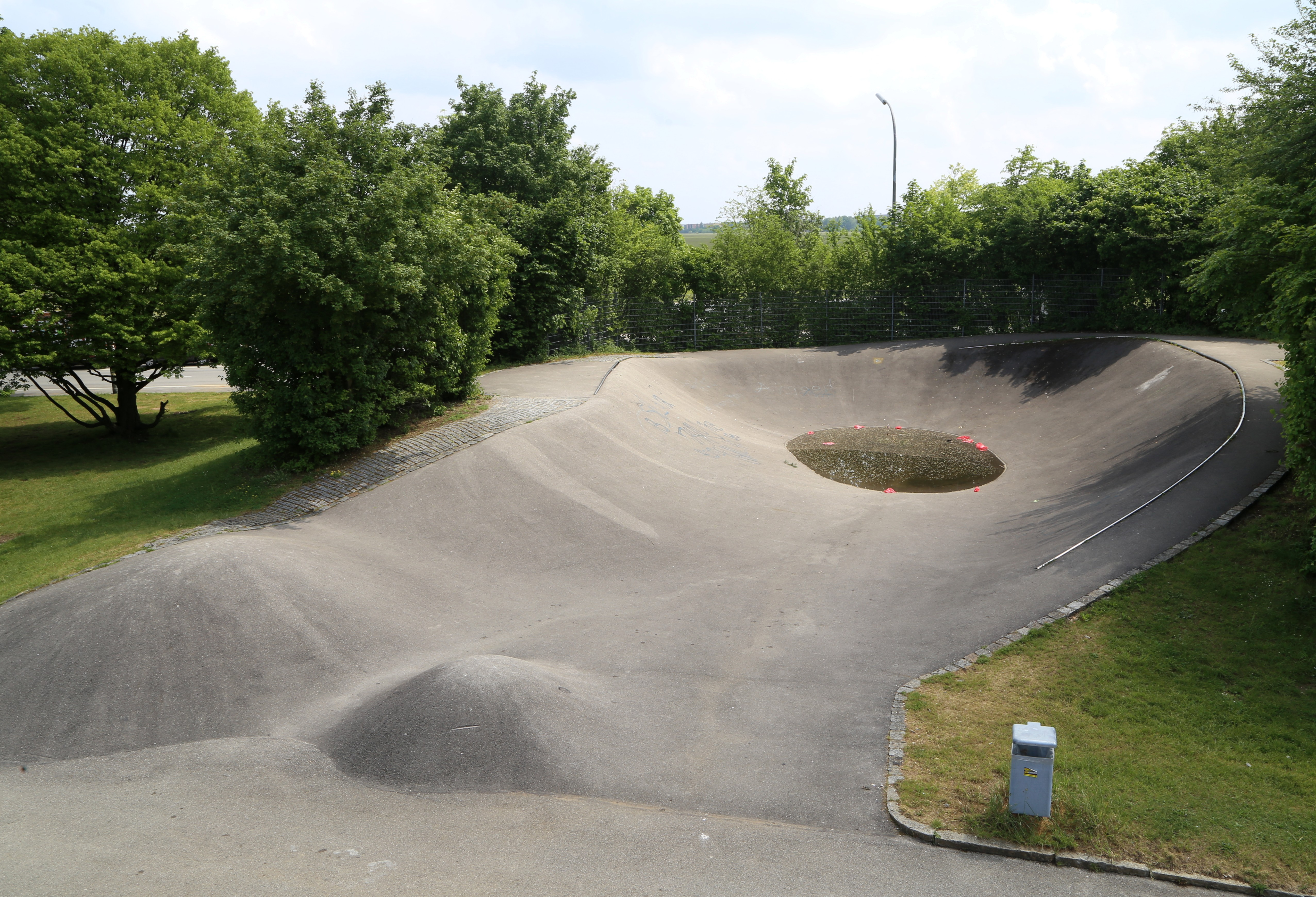
Skatepark

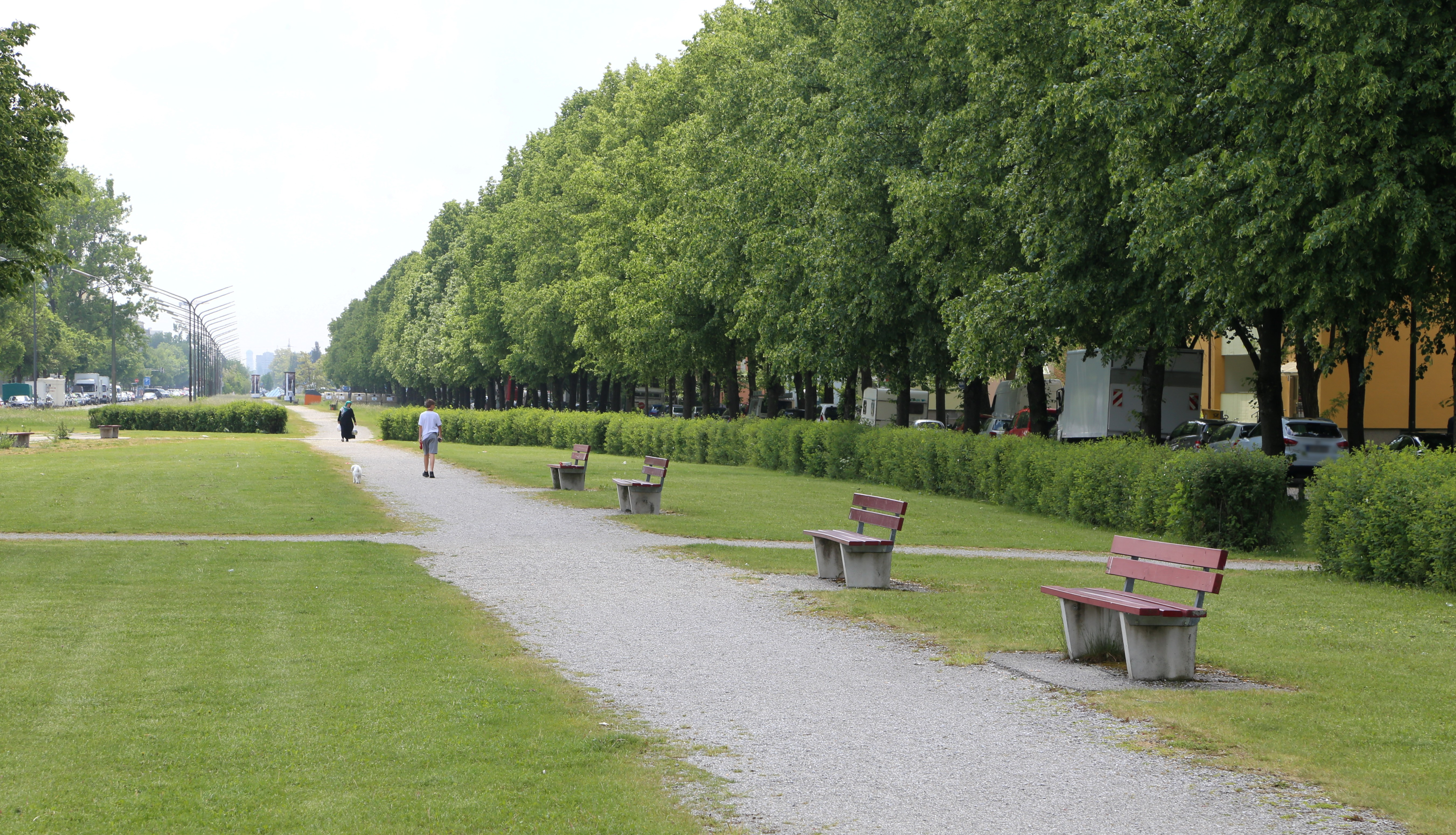
Historische Fürstenachse mit freiem Blick auf die 10 km entfernte Münchner Frauenkirche

Der Goldschmiedplatz ist ein 2,31 Hektar großer urbaner Freiraum am nördlichen Ende der Schleißheimer Straße im Münchner Stadtteil Hasenbergl. Er war ursprünglich eine kombinierte Bus- und Trambahn-Haltestelle und ist heute Aktionsraum und Anwohnertreffpunkt. Als Namensgeber fungierte die Stifterfamilie Goldschmied aus dem 14. Jahrhundert.

## Lage
Der 23.100 m² große Goldschmiedplatz liegt am östlichen Ende der Siedlung Hasenbergl im äußersten Norden der Stadt München und grenzt östlich unmittelbar an die Am Hart liegende Panzerwiese, ein rund 200 ha großes Heidegebiet. Im Süden liegt das Wohngebiet Nordhaide.
In einer Schleife um den Goldschmiedplatz endet die aus der Innenstadt im Süden kommende Schleißheimer Straße. Sie ist mit einer Länge von mehr als acht Kilometern die zweitlängste Straße der Stadt und bildet hier den heutigen Endpunkt der Fürstenachse. Auf dieser fuhren einst die bayerischen Kurfürsten mit Kutschen vom rund drei Kilometer nördlich gelegenen Schloss Schleißheim zur Münchner Residenz.
Entlang der Sicht- und historischen Fürstenachse der Schleißheimer Straße zwischen Goldschmiedplatz und Dülferanger besteht eine Promenade mit verschiedenen thematischen Aktionsflächen, in die auch der Goldschmiedplatz integriert ist. Die Achse, die auf dem Mittelteiler der Schleißheimer Straße verläuft, ist heute nur noch von der Innenstadt bis zum Goldschmiedplatz wahrnehmbar. Von dort sieht man die Türme der 10 km entfernten Münchner Frauenkirche.
In nördliche Richtung zweigt vom Goldschmiedplatz die Fortnerstraße ab, in westliche Richtung die Aschenbrennerstraße und die Kugystraße.

## Nutzung
Der Goldschmiedplatz ist eine multifunktionaler Freiraum für Freizeit- und  Anwohneraktivitäten. Das Zentrum bildet hierbei der Blaue Punkt, das von einer Bewohnerinitiative der Diakonie Hasenbergl verwaltete, 25 m² große Trambahnhäuschen mit der Überdachung der ehemaligen Haltestelle. Hier finden eine Reihe von privaten und öffentlichen Veranstaltungen statt wie beispielsweise ein regelmäßiger Flohmarkt oder der Bewohnerstammtisch Hasenbergl-Nord. Daneben befinden sich ein Grillplatz, eine Aussichtsplattform sowie ein Kletterspielplatz für Kinder. Zusätzlich besteht ein von Green City betreuter Gemeinschaftsgarten. Für sportliche Aktivitäten sind in die umgebende Parkanlage ein Volleyballfeld, Tischtennisplatten, zwei Schachfelder, eine Boulebahn, eine Sommerstockbahn sowie ein großer Skatepark integriert. Hier finden sich außerdem eine Skulptur von Hanns Goebl sowie das Hasenbergldenkmal, welches an die dortige kurfürstliche Jagd im 18. Jahrhundert erinnert.
Laut Bebauungsplan Nr. 40 Teil 1 vom 6. Dezember 1966 ist die Fläche als öffentliche Verkehrsfläche ausgewiesen. Auf dem Goldschmiedplatz gilt die Grünanlagensatzung der Landeshauptstadt München. Der Platz ist als Bestandteil der Historische Sichtachse Schleißheimer Straße ein Ort des KulturGeschichtsPfades und gelegentlich Location für kulturelle Veranstaltungen.

## Geschichte
Um der Wohnungsnot nach dem Zweiten Weltkrieg entgegenzuwirken, beschloss der Rat der Stadt München im Rahmen eines entsprechenden Gesamtplanes den Bau einer Großwohnsiedlung am Hasenbergl nach Wettbewerbsentwürfen der Münchener Architekten Ernst Maria Lang, Christian Ottow, Fritz Vokke und Helmut von Werz sowie des Gartenarchitekten Alfred Reich. Die Grundsteinlegung erfolgte am 25. Mai 1960 durch Oberbürgermeister Hans-Jochen Vogel. Im Zuge dieser Baumaßnahmen entstand auch der Goldschmiedplatz. Der Name Goldschmiedplatz wurde erstmals 1955 genannt. Als Namensgeber fungierte die Stifterfamilie Goldschmied, auch Goldschmit oder Goldsmit, aus dem 14. Jahrhundert.
Um das neue Siedlungsgebiet an den öffentlichen Nahverkehr anzuschließen, wurde die Schnellstraßenbahnlinie 8 von der Siedlung Am Hart zum Hasenbergl verlängert und am Endpunkt eine Wendeschleife angelegt. Innerhalb dieser Wendeschleife wurde ein überdachter Nahverkehrsknotenpunkt mit Bus- und Bahn-Haltestelle für ein Rendezvous-Systeme sowie einem Trambahnhäuschen erbaut. Die Eröffnung der neuen Teilstrecke erfolgte am 18. Dezember 1964. Zu den Olympischen Spielen 1972 wurde die Linie 8 durch die Linie 13 ersetzt. Mitte 1990 begann der Bewohnerstammtisch Hasenbergl Nord, den Platz für einen Flohmarkt zu nutzen, und zeigte Interesse an der Nutzung des Trambahnhäuschens. Im Zuge des Neubaus der U-Bahn-Linie U2 über die nahe gelegenen U-Bahnhofe Dülferstraße und Hasenbergl nach Feldmoching wurde der Straßenbahnbetrieb auf der Linie 13 zum 20. November 1993 eingestellt und das Gleisbett zum größten Teil zurückgebaut. Auch das Busterminal verlor an Bedeutung. Der Platz lag weitgehend brach und entwickelte sich in den Folgejahren zu einem dysfunktionalen Freiraum.
Bereits 1989 hatte das Architekturbüro Scheiblauer im Auftrag des Münchner Stadtrates ein städtebauliches Entwicklungskonzept für das Hasenbergl vorgestellt. Mit diesem Konzept sollte versucht werden, entstandenen Missständen in der Siedlung entgegenzuwirken. Mit dem Beschluss des Stadtrates vom Oktober 1993 wurde als Sanierungsziele unter anderem die Verbesserung des Orts- und Landschaftsbildes und des Freiflächenangebots formuliert und es entstand die Idee zur Bespielung des Goldschmiedplatz mit einem Streetballkorb und mobilen Skateelementen.
Aufgrund der positiven Resonanz wurden konkretere Planungen zum Ausbau des Platzes als Aktionsraum für Kinder und Jugendliche in Angriff genommen und im Rahmen des Programms Soziale Stadt der deutschen Städtebauförderung zwischen 1999 und 2000 durch die Stadt München realisiert. Mit Beteiligung des Vereins Stadtteilquartier e.V., NordUrbanes Wohnen, dem Kinder- und Jugendtreff Hasenbergl sowie der Eduard-Spranger-Schule entstanden Spiel- und Skateanlagen sowie der Treffpunkt Blauer Punkt im ehemaligen Trambahnhäuschen, das dazu ebenfalls mit Städtebaufördermitteln saniert wurde. Mit der Übergabe des Blauen Punktes an den Bewohnerstammtisch im Rahmen einer Eröffnungsfeier im Herbst 2000 wurde der Platz offiziell an die Bewohner aus dem Stadtteil  übergeben.
Zur Aufwertung der Schleißheimer Straße wurden 2004 im Rahmen eines Fachgutachtens von drei geladenen Landschaftsarchitekturbüros Vorschläge für ein Gesamtkonzept zur weiteren Aufwertung und Nutzbarmachung des öffentlichen Raums erarbeitet. Das von der Jury zur Realisierung empfohlene Konzept von Burger Landschaftsarchitekten sah zur Betonung und Erhaltung der Sicht- und historischen Fürstenachse der Schleißheimer Straße zwischen Goldschmiedplatz und Dülferanger eine Promenade mit verschiedenen thematischen Aktionsflächen vor. Es wurde in einem Beteiligungsverfahren mit dem Bewohnerstammtisch des Bewohnertreffpunktes Goldschmiedplatz anschließend weitere ausgearbeitet und 2007 umgesetzt.
Im April 2018 wurden auf Anfrage des Bezirksausschusses auf dem Gelände des Goldschmiedplatz von Green City zusammen mit Anwohnern zehn Hochbeete angelegt. In einem Test soll hier in einem öffentlichen Gemeinschaftsgarten von den Anwohnern Gemüse angebaut werden.